# Georges Morand (prêtre)
Pour les articles homonymes, voir Morand.
 (septembre 2024).
Georges Morand, né le 23 janvier 1930 à Paris et mort le 28 janvier 2014 à Toulouse, est un essayiste et prêtre catholique français, exorciste dans le diocèse de Paris jusqu'en 2013.

## Biographie
Georges Morand, fils de Charles Morand et de Germaine Morel, est titulaire d'un DESS de lettres ainsi que d'une licence de théologie. Il est ordonné prêtre, dans la nuit pascale du 28 mars 1959, pour le diocèse de Paris[réf. nécessaire]. Il écrit, dans son ouvrage Sors de cet homme, Satan : « avoir consacré sa vie pour faire connaître aux hommes que Jésus les aime ... que Jésus nous aime tant et qu'il y a si peu d'hommes qui l'aiment »[non pertinent]
Il entre à la Compagnie de Saint-Sulpice, pour une année de solitude. Il sera professeur et directeur spirituel au grand séminaire de Versailles (1960-1962), secrétaire particulier du cardinal Feltin, archevêque de Paris (1962-1966), puis vicaire à la paroisse Saint-Sulpice (Paris 6e) et aumônier de l'école Saint-Sulpice (1966-1970). Il est nommé  aumônier du lycée Camille-Sée (1970-1971). Il est ensuite chapelain à la basilique du Sacré-Cœur de Montmartre durant onze ans (1971-1982), où il anime le groupe Saint-Jean et crée un groupe du renouveau charismatique. Il y rencontre la théologienne Georgette Blaquière et son époux[réf. nécessaire]. 
À partir de 1982, il est successivement vicaire de la paroisse de la Trinité (1982-1987), de Saint-Léon (1987-1990), aumônier de l'hôpital Saint-Joseph (1990-1995), curé de Saint-Gilles-Saint-Leu (1995-1999). Il fut l'un des interlocuteurs de l'émission de Radio Notre-Dame Écoute dans la nuit. Il a cofondé un foyer pour sourds en 1985 dans la paroisse de La Trinité. Il sera chargé de l'accueil à Notre-Dame de Paris, avant de rejoindre, en septembre 2004, la Communauté du Verbe de Vie à Josselin.[source insuffisante]
Il se retire, en août 2013, à Castelnau-d'Estrétefonds, près de Toulouse, dans une maison de la congrégation des Petites Sœurs de Marie, Mère du Rédempteur, la maison Notre-Dame du Bon Accueil, où il parvient au terme de sa vie, le 28 janvier 2014. Il repose à Villeurbanne auprès de ses parents[réf. nécessaire].
Durant près de dix ans, il a exercé dans le Renouveau charismatique un ministère de délivrance et a collaboré avec l'exorciste du diocèse de Paris. Il a assuré un important ministère de direction spirituelle et prêché de nombreuses retraites[réf. nécessaire]. 

## Publications
- Sors de cet homme, Satan, Fayard, 1993,  (ISBN 2213030812)
- De larmes et d'amour. L'hôpital au quotidien, Fayard, 1994,  (ISBN 2213592551)
- La vérité affranchit : le mensonge asservit, Trachsel Verlag, 1997,  (ISBN 3-7271-0164-4)
- Faut-il encore exorciser aujourd'hui?, éditions Fayard, 2000,  (ISBN 2213605823)
- Guide Totus de l'occultisme, éditions du Jubilé, 2004,  (ISBN 9782866793609)